# Isère (departement)
Isère je francouzský departement ležící v regionu Auvergne-Rhône-Alpes. Název pochází od řeky Isère. Hlavní město je Grenoble.

## Geografie

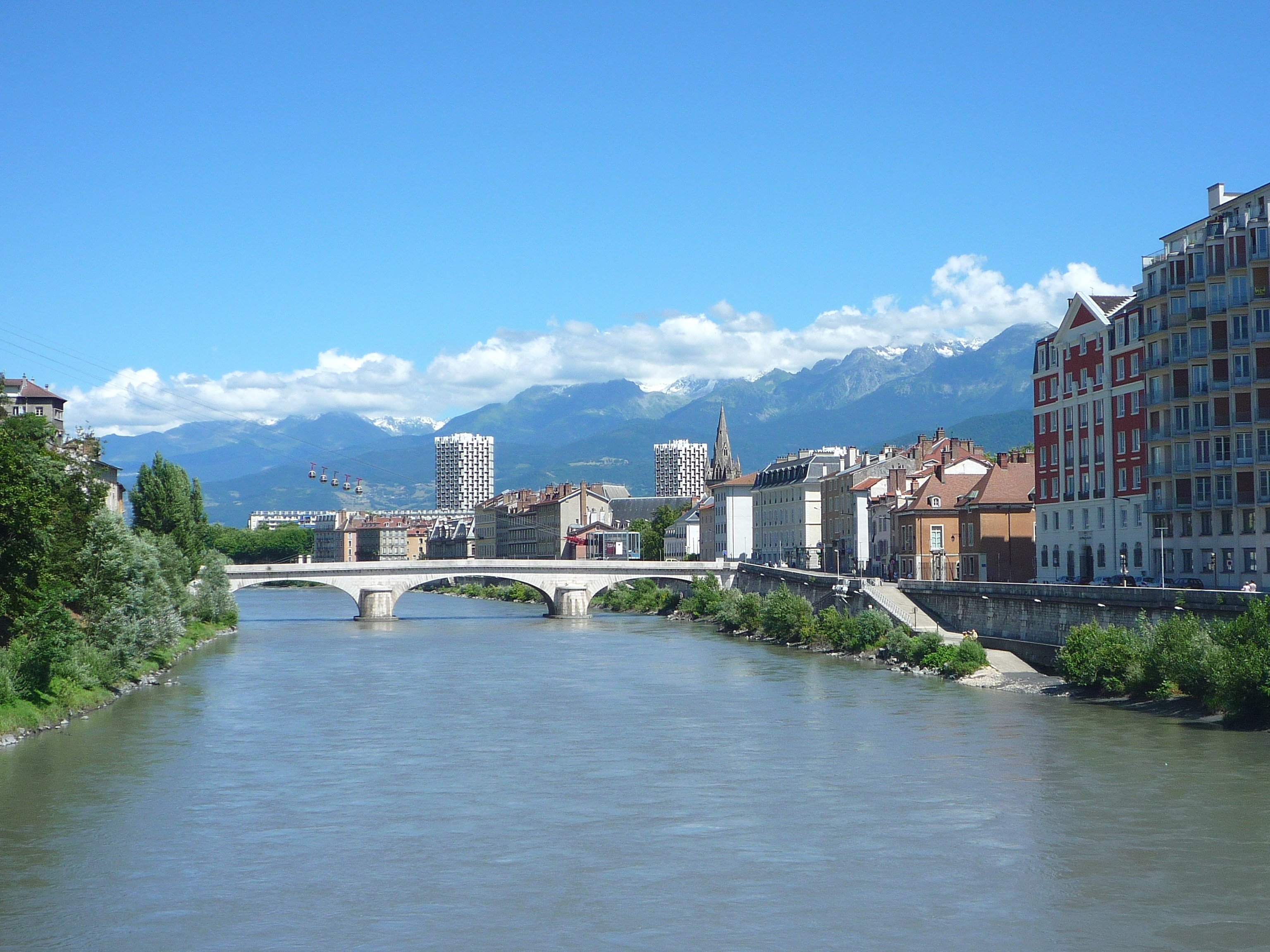
Grenoble

## Nejvýznamnější města
- Grenoble
- Vienne

## Historie
Isère je jedním z 83 departementů vytvořených během Francouzské revoluce 4. března 1790 aplikací zákona z 22. prosince 1789.